# Ethel Arnold
Ethel Margaret Arnold (1864 o 1865 – Totland, 5 ottobre 1930) è stata una giornalista, scrittrice e docente britannica che si occupò di suffragio femminile.

## Biografia
Nacque nel 1864 o 1865. Suo padre era Tom Arnold, un professore di letteratura e sua madre era Julia Sorell, a sua volta figlia di William Sorell, un soldato e terzo vicegovernatore della Terra di Van Diemen (Tasmania). Il nonno paterno era Thomas Arnold (1795-1842), un famoso rettore alla Rugby School e lo zio Matthew Arnold era un poeta. Ethel era inoltre sorella dell'autrice Mary Augusta Ward (nata Arnold), di Julia Arnold (moglie di Leonard Huxley e madre di Julian Huxley ed Aldous Huxley) e di William Thomas Arnold. Scrisse quattrocento recensioni per i giornali inglesi e il suo romanzo Platonics, pubblicato nel 1896, venne definito promettente. Si interessò poi alla fotografia e frequentò la Regent Street Polytechnic nel 1898, ottenendo buoni risultati. Morì a Totland sull'Isola di Wight nel 1930.